# M97
М97 (Мъглявината Сова) е планетарна мъглявина, разположена по посока на съзведието Голяма мечка. Открита е от Пиер Мешен през 1781.
М97 е една от най-комплексните мъглявини. Централната звезда, с маса 0.7 слънчеви маси, е с видима звездна величина +16.0, а веществото от мъглявината е с маса 0.15 слънчеви маси. Мъглявината се е образувала преди 6000 години.
Характерната структура може да се наблюдава с голям телескоп (апертура > 200 мм), при добри условия и подходящ филтър. „Очите“ на совата се виждат и при фотографски наблюдения.
Мъглявината се намира на 2600 св.г., ъгловият ѝ диаметър е 3'.4 × 3'.3, а интегралната видима звездна величина е +9.9.